# 서래섬

서래섬 (사진 오른쪽)

서래섬은 반포한강공원에 있는 인공 섬으로, 1980년대에 올림픽대로 건설 및 한강 종합개발을 하면서 조성하였다. 조선 시대에는 비슷한 위치에 반포섬이라는 섬이 있었다.

## 환경

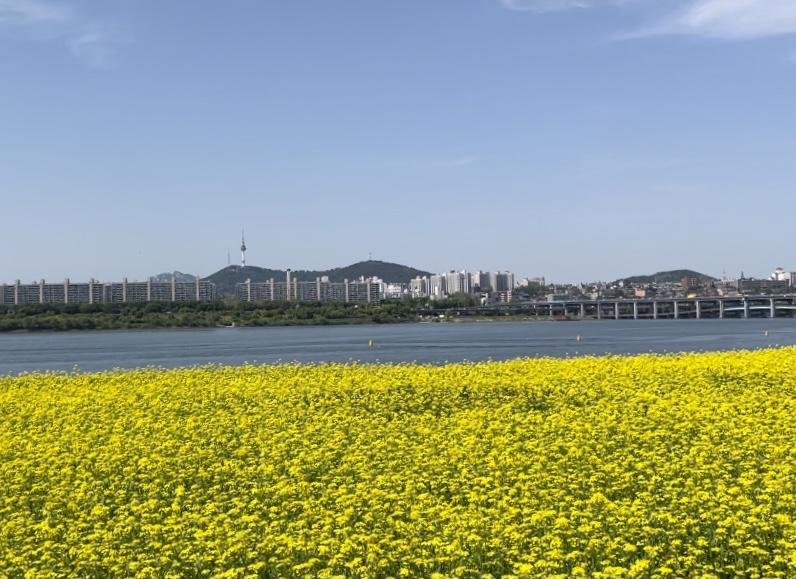
서래섬 유채꽃

반포대교와 동작대교 사이에 자리잡고 있으며 1982년부터 1986년까지 올림픽대로 건설 및 한강 종합개발을 하면서 조성한 인공 섬이다. 외형상 서래섬은 수양버들이 서 있고, 거위와 붕어, 잉어가 산다. 봄철에는 유채꽃이 피어 사진 찍는 사람들로 붐비기도 한다. 유채꽃은 제주에서 2월부터 피기 시작하며 5월에 서울에 만개한다. 이 아름다운 꽃밭을 서래섬에서도 만날 수 있다. 또한 1년 내내 각종 꽃과 식물들이 무성하게 자라면서 사진 촬영은 물론 산책을 즐기기에도 좋다. 서래1교, 서래2교, 서래3교로 연결된다. 입장료는 없다.

## 논란
2차 한강개발을 진행하기 직전이었던 1981년 반포에서 섬을 만드는 문제를 두고 토론이 벌어졌을 때 일부 공무원들은 물 흐름이나 홍수 등을 이유로 서래섬이 있는 부분까지 메워 둔치를 만드는 것이 바람직하다는 의견이었다. 하지만 당시 서울시 한강개발추진본부장이었던 이상연 전 서울시 부시장은 개발만 중요한 것이 아니라, 시민들의 휴식을 위해 이곳에 섬을 만드는 게 좋겠다고 결정해 원안대로 추진했다.

## 반포섬
| Daedongyeojido (Gyujanggak) 01-08.jpg |  |
|                                       |  |

반포섬(盤浦-)은 지금의 서래섬 자리에 있던 섬으로, 17세기에서 19세기 때의 조선 시대 자료에서는 기도(棋島/棊島/碁島/基島)라고 불렸다.